# Nyköpings, Torshälla, Strängnäs, Mariefreds och Trosa valkrets
Nyköpings, Torshälla, Strängnäs, Mariefreds och Trosa valkrets (jämför även Södermanlands läns mindre städers valkrets) var vid riksdagsvalen till andra kammaren 1896-1908 en egen valkrets med ett mandat. Valkretsen upplöstes inför valet 1911 då Södermanlands län delades upp i Södermanlands läns norra valkrets och Södermanlands läns södra valkrets.

## Riksdagsmän
- Edvard Ploman, Friesen 1899 (1897–1899)
- Johan Widén, lmp 1900–1905, vänstervilde 1906–1908 (1900–1908)
- Carl Svensson, s (1909–1911)

## Valresultat

### 1896
| Andrakammarvalet i Sverige 1896: Nyköpings, Torshälla, Strängnäs, Mariefreds och Trosa valkrets | Andrakammarvalet i Sverige 1896: Nyköpings, Torshälla, Strängnäs, Mariefreds och Trosa valkrets | Andrakammarvalet i Sverige 1896: Nyköpings, Torshälla, Strängnäs, Mariefreds och Trosa valkrets | Andrakammarvalet i Sverige 1896: Nyköpings, Torshälla, Strängnäs, Mariefreds och Trosa valkrets | Andrakammarvalet i Sverige 1896: Nyköpings, Torshälla, Strängnäs, Mariefreds och Trosa valkrets |
| Kandidat                                                                                        | Kandidat                                                                                        | Röster                                                                                          | Röster                                                                                          | Röster                                                                                          |
| Kandidat                                                                                        | Kandidat                                                                                        | Antal                                                                                           | %                                                                                               | +− %                                                                                            |
| ----------------------------------------------------------------------------------------------- | ----------------------------------------------------------------------------------------------- | ----------------------------------------------------------------------------------------------- | ----------------------------------------------------------------------------------------------- | ----------------------------------------------------------------------------------------------- |
|                                                                                                 | Edvard Ploman (Ob, prot.)                                                                       | 364                                                                                             | 51,1                                                                                            |                                                                                                 |
|                                                                                                 | Nils Gustaf Ljunggren (liberal)                                                                 | 339                                                                                             | 47,6                                                                                            |                                                                                                 |
|                                                                                                 | Övriga kandidater                                                                               | 9                                                                                               | 1,3                                                                                             | —                                                                                               |
| Antal giltiga röster                                                                            | Antal giltiga röster                                                                            | 712                                                                                             |                                                                                                 |                                                                                                 |
| Kasserade röster                                                                                | Kasserade röster                                                                                | 1                                                                                               |                                                                                                 |                                                                                                 |
| Totalt                                                                                          | Totalt                                                                                          | 713                                                                                             |                                                                                                 |                                                                                                 |

Valet ägde rum den 7 september 1896. Valdeltagandet var 75,5%.

### 1899
| Andrakammarvalet i Sverige 1899: Nyköpings, Torshälla, Strängnäs, Mariefreds och Trosa valkrets | Andrakammarvalet i Sverige 1899: Nyköpings, Torshälla, Strängnäs, Mariefreds och Trosa valkrets | Andrakammarvalet i Sverige 1899: Nyköpings, Torshälla, Strängnäs, Mariefreds och Trosa valkrets | Andrakammarvalet i Sverige 1899: Nyköpings, Torshälla, Strängnäs, Mariefreds och Trosa valkrets | Andrakammarvalet i Sverige 1899: Nyköpings, Torshälla, Strängnäs, Mariefreds och Trosa valkrets |
| Kandidat                                                                                        | Kandidat                                                                                        | Röster                                                                                          | Röster                                                                                          | Röster                                                                                          |
| Kandidat                                                                                        | Kandidat                                                                                        | Antal                                                                                           | %                                                                                               | +− %                                                                                            |
| ----------------------------------------------------------------------------------------------- | ----------------------------------------------------------------------------------------------- | ----------------------------------------------------------------------------------------------- | ----------------------------------------------------------------------------------------------- | ----------------------------------------------------------------------------------------------- |
|                                                                                                 | Johan Widén                                                                                     | 415                                                                                             | 54,0                                                                                            |                                                                                                 |
|                                                                                                 | Nils Gustaf Ljunggren (liberal)                                                                 | 232                                                                                             | 30,2                                                                                            | ▼17,4                                                                                           |
|                                                                                                 | August Widebeck (liberal)                                                                       | 122                                                                                             | 15,8                                                                                            |                                                                                                 |
| Antal giltiga röster                                                                            | Antal giltiga röster                                                                            | 769                                                                                             |                                                                                                 |                                                                                                 |
| Kasserade röster                                                                                | Kasserade röster                                                                                | 0                                                                                               |                                                                                                 |                                                                                                 |
| Totalt                                                                                          | Totalt                                                                                          | 769                                                                                             |                                                                                                 |                                                                                                 |

Valet ägde rum den 21 september 1899. Valdeltagandet var 72,3%.

### 1902
| Andrakammarvalet i Sverige 1902: Nyköpings, Torshälla, Strängnäs, Mariefreds och Trosa valkrets | Andrakammarvalet i Sverige 1902: Nyköpings, Torshälla, Strängnäs, Mariefreds och Trosa valkrets | Andrakammarvalet i Sverige 1902: Nyköpings, Torshälla, Strängnäs, Mariefreds och Trosa valkrets | Andrakammarvalet i Sverige 1902: Nyköpings, Torshälla, Strängnäs, Mariefreds och Trosa valkrets | Andrakammarvalet i Sverige 1902: Nyköpings, Torshälla, Strängnäs, Mariefreds och Trosa valkrets |
| Kandidat                                                                                        | Kandidat                                                                                        | Röster                                                                                          | Röster                                                                                          | Röster                                                                                          |
| Kandidat                                                                                        | Kandidat                                                                                        | Antal                                                                                           | %                                                                                               | +− %                                                                                            |
| ----------------------------------------------------------------------------------------------- | ----------------------------------------------------------------------------------------------- | ----------------------------------------------------------------------------------------------- | ----------------------------------------------------------------------------------------------- | ----------------------------------------------------------------------------------------------- |
|                                                                                                 | Johan Widén                                                                                     | 570                                                                                             | 55,9                                                                                            | ▲1,9                                                                                            |
|                                                                                                 | Anders Larsson (liberal)                                                                        | 448                                                                                             | 44,0                                                                                            |                                                                                                 |
|                                                                                                 | Övriga kandidater                                                                               | 1                                                                                               | 0,1                                                                                             | —                                                                                               |
| Antal giltiga röster                                                                            | Antal giltiga röster                                                                            | 1 019                                                                                           |                                                                                                 |                                                                                                 |
| Kasserade röster                                                                                | Kasserade röster                                                                                | 2                                                                                               |                                                                                                 |                                                                                                 |
| Totalt                                                                                          | Totalt                                                                                          | 1 021                                                                                           |                                                                                                 |                                                                                                 |

Valet ägde rum den 11 september 1902. Valdeltagandet var 76,6%.

### 1905
| Andrakammarvalet i Sverige 1905: Nyköpings, Torshälla, Strängnäs, Mariefreds och Trosa valkrets | Andrakammarvalet i Sverige 1905: Nyköpings, Torshälla, Strängnäs, Mariefreds och Trosa valkrets | Andrakammarvalet i Sverige 1905: Nyköpings, Torshälla, Strängnäs, Mariefreds och Trosa valkrets | Andrakammarvalet i Sverige 1905: Nyköpings, Torshälla, Strängnäs, Mariefreds och Trosa valkrets | Andrakammarvalet i Sverige 1905: Nyköpings, Torshälla, Strängnäs, Mariefreds och Trosa valkrets |
| Kandidat                                                                                        | Kandidat                                                                                        | Röster                                                                                          | Röster                                                                                          | Röster                                                                                          |
| Kandidat                                                                                        | Kandidat                                                                                        | Antal                                                                                           | %                                                                                               | +− %                                                                                            |
| ----------------------------------------------------------------------------------------------- | ----------------------------------------------------------------------------------------------- | ----------------------------------------------------------------------------------------------- | ----------------------------------------------------------------------------------------------- | ----------------------------------------------------------------------------------------------- |
|                                                                                                 | Johan Widén                                                                                     | 381                                                                                             | 99,2                                                                                            | ▲43,3                                                                                           |
|                                                                                                 | Närmaste kandidat                                                                               | 2                                                                                               | 0,5                                                                                             |                                                                                                 |
|                                                                                                 | Övriga kandidater                                                                               | 1                                                                                               | 0,3                                                                                             | —                                                                                               |
| Antal giltiga röster                                                                            | Antal giltiga röster                                                                            | 384                                                                                             |                                                                                                 |                                                                                                 |
| Kasserade röster                                                                                | Kasserade röster                                                                                | 1                                                                                               |                                                                                                 |                                                                                                 |
| Totalt                                                                                          | Totalt                                                                                          | 385                                                                                             |                                                                                                 |                                                                                                 |

Valet ägde rum den 9 september 1905. Valdeltagandet var 26,6%.

### 1908
| Andrakammarvalet i Sverige 1908: Nyköpings, Torshälla, Strängnäs, Mariefreds och Trosa valkrets | Andrakammarvalet i Sverige 1908: Nyköpings, Torshälla, Strängnäs, Mariefreds och Trosa valkrets | Andrakammarvalet i Sverige 1908: Nyköpings, Torshälla, Strängnäs, Mariefreds och Trosa valkrets | Andrakammarvalet i Sverige 1908: Nyköpings, Torshälla, Strängnäs, Mariefreds och Trosa valkrets | Andrakammarvalet i Sverige 1908: Nyköpings, Torshälla, Strängnäs, Mariefreds och Trosa valkrets |
| Kandidat                                                                                        | Kandidat                                                                                        | Röster                                                                                          | Röster                                                                                          | Röster                                                                                          |
| Kandidat                                                                                        | Kandidat                                                                                        | Antal                                                                                           | %                                                                                               | +− %                                                                                            |
| ----------------------------------------------------------------------------------------------- | ----------------------------------------------------------------------------------------------- | ----------------------------------------------------------------------------------------------- | ----------------------------------------------------------------------------------------------- | ----------------------------------------------------------------------------------------------- |
|                                                                                                 | Carl Svensson                                                                                   | 740                                                                                             | 40,7                                                                                            |                                                                                                 |
|                                                                                                 | Gustaf Österberg (liberal)                                                                      | 637                                                                                             | 35,0                                                                                            |                                                                                                 |
|                                                                                                 | Gunnar Fant (höger)                                                                             | 441                                                                                             | 24,2                                                                                            |                                                                                                 |
|                                                                                                 | Övriga kandidater                                                                               | 1                                                                                               | 0,1                                                                                             | —                                                                                               |
| Antal giltiga röster                                                                            | Antal giltiga röster                                                                            | 1 819                                                                                           |                                                                                                 |                                                                                                 |
| Kasserade röster                                                                                | Kasserade röster                                                                                | 6                                                                                               |                                                                                                 |                                                                                                 |
| Totalt                                                                                          | Totalt                                                                                          | 1 825                                                                                           |                                                                                                 |                                                                                                 |

Valet ägde rum den 25 september 1908. Valdeltagandet var 79,4%.